# Свентокшиські проповіді

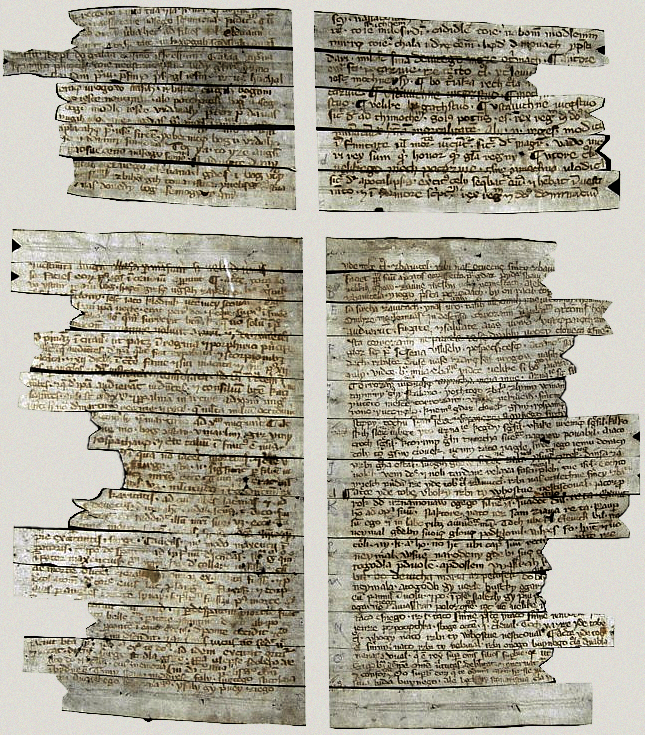
Свентокшиські проповіді

Свентокшиські проповіді (пол. Kazania świętokrzyskie) — польська середньовічна пам'ятка писемності, створена, ймовірно, наприкінці XIII або початку XIV століття. Цей текст вважається найстарішим прозовим текстом польською мовою.

## Історія пам'ятки

### Походження
Документ був знайдений Олександром Брюкнером 25 березня 1890 року в архівах Національної бібліотеки у Санкт-Петербурзі. Пергамент, на якому містилися проповіді, був частиною оправи обкладинки іншого старовинного рукопису, а саме латинського кодексу XV століття, який містив Діяння апостолів та Апокаліпсис. Науковець виявив 18 довгастих смужок, склавши які, він отримав текст однієї цілої і уривки п'яти проповідей.
Історія походження Свентокшиських проповідей достеменно невідома. Брюкнер на підставі бібліотечного запису встановив, що до Варшави пам'ятка потрапила з бібліотеки монастиря бенедиктинів на Лисій горі в Свентокшиських горах (гори отримали свою назву від словосполучення święty krzyż — «святий хрест»), з чого він зробив висновок, що саме там цей текст і був створений.

### Датування
Коли були написані Свєнтокшиські проповіді, точно невідомо. Більшість вчених вважає, що збережений текст був записаний в XIV столітті, але при цьому є копією значно старшого оригіналу, створення якого датується кінцем XIII або початком XIV століття. Однак частина науковців вважає, що цей текст і є оригіналом.

### Доля тексту
У 1921 році Свентокшиські проповіді повернулися до Польщі, де знаходилися до 1939 року. Під час ІІ Світової війни документ був вивезений до Румунії, а далі, через Париж, потрапив до Канади на збереження, звідки був знову повернутий на батьківщину у 1959 році і зберігається в Національній Бібліотеці Польщі.
У 2009 році під редакцією професора Павла Стемпня (пол. Paweł Stępień) вийшла книга «Свентокшиські проповіді. Нове видання, нові теорії» (пол. Kazania świętokrzyskie. Nowa edycja, nowe propozycje badawcze), що містить найповнішу з опублікованих до цього дня версію тексту.

## Композиція і стиль
Збережений текст пам'ятки містить: повністю Проповідь на день св. Катерини (25 листопада) і уривки Проповіді на день св. Михайла (29 вересня), Проповіді на день св. Миколая (6 грудня), Проповіді на день Різдва (24 грудня), Проповіді на свято трьох волхвів (6 січня), а також Проповіді на день очищення пресвятої діви Марії (2 лютого).
Проза проповідей ритмізована і римована — складові частини складних речень найчастіше мають близьку кількість складів, а їх закінчення співзвучні. Лексика текстів досить багата — автор уникав повторів шляхом використання численних синонімів. У проповідях міститься багато слів з абстрактним значенням. Автор-проповідник намагався надати своєму творові художності, витримуючи проповіді в піднесеному тоні. Адресатом цих проповідей були освічені люди.

## Морфологія
Свентокшиські проповіді містять дуже багатий матеріал стосовно давньопольського дієслова: бачимо доволі архаїчну систему часів, яка є наближеною до праслов'янської. В тексті представлено аорист та імперфект.
- videh (=widziech, праслов. *vidĕxъ) — я бачив (імперфект);
- sedese (=siedziesze, праслов. *sĕdĕaše) — він сидів (імперфект);
- postaui (=postawi, праслов. *postavi) — він поставив (аорист);
- idehø (=idziechą, праслов. *jьdexǫ) — вони пішли (аорист).

## Лексика
Лексика Свєнтокшиських проповідей містить велику кількість архаїчних лексем, які невідомі сучасній польській мові:
- wrzemię — «час» (суч. пол. czas);
- chociał — «хотів» (суч. пол. chciał);
- kłodnik — «в'язень» (суч. пол. więzień);
- kaki — «який» (суч. пол. jaki);
- tet — «цей» (суч. пол. ten).